# Пфальцский лебервурст
Пфальцский ле́бервурст (нем. Pfälzer Leberwurst) — традиционный в германском Пфальце сорт лебервурста — колбасы из термически обработанного сырья.
Согласно пищевому законодательству ФРГ пфальцский лебервурст производится из богатой жировой тканью свинины, соединительной ткани, кожи свиной головы и печени без прочих субпродуктов. Колбаса имеет крупное измельчение и производится из сырья, не прошедшего нитритный посол, тем самым имеет не розоватый, а сероватый цвет на срезе. Обычное соотношение видов сырья в пфальцском лебервурсте — 30 % сырой свиной печени и 70 % мяса. В колбасный фарш добавляют жареный репчатый лук. Типичный вкус пфальцскому лебервурсту обеспечивают чёрный перец, майоран и душистый мускатник.
Пфальцский лебервурст используют для приготовления бутербродов, его также поджаривают и подают, например, с жареным картофелем.